# El Intransigente
 (juillet 2013).
Le journal El Intransigente a été  publié dans la province de Salta, en Argentine, entre 1920 et 1981. Sa couverture médiatique débuta le 17 avril 1920 sous la direction de David Michel Torino, cofondateur et propriétaire du journal. Dans ses premières années, El Intransigente soutint le gouvernement national d’Hipólito Yrigoyen, mais il sut devenir un fidèle interprète des aspirations populaires et de la réalité régionale. 

## El Intransigente: son histoire
Ses positions de critique inflexible des abus du pouvoir, tout particulièrement ceux des années 1930, lui ont valu des attaques à répétition et des sanctions. Sa lutte passionnée pour la liberté de la presse et la liberté d'expression s’est éteinte en juin 1981. À l’origine de cette fermeture, les divergences de la direction et de gestion du journal, surtout après les décès de ses deux plus passionnés directeurs, David et Martín Michel Torino ; l’instabilité institutionnelle du pays avait aussi fortement contribué à la fermeture définitive.
Vingt-sept ans plus tard, El Intransigente redevient une référence dans la presse écrite avec une version on-line. Son siège est à Buenos Aires.

## Version en ligne: El Intransigente.com
La version en ligne de El Intransigente a été lancée le 1er août 2008. Depuis, le journal  n'a cessé d'accroître le nombre de visites. Les directives éditoriales qui règlent l'activité du journal et qui le caractérisent institutionnellement sont formulées dans sa devise : "Le journal en ligne El Intransigente a l'attitude ferme et rigoureuse de ceux qui ne sont pas prêts à  faire des concessions avec l'information. Convaincus qu'elle est non négociable et inestimable, nous la défendrons avec rigueur et dignité. Dans un contexte de mondialisation inondé de "transactions" et dans lequel l’apologie de la "flexibilité" se répand, nous sommes conscients  que « El Intransigente" aura des moments difficiles ; cependant, notre ligne éditoriale ne vacillera pas et  transmettra toute l'information en son état brut ... " 
El Intransigente.com offre à ses lecteurs l’actualité de l’Argentine et le monde en direct avec des informations en continu.

## Rubriques de El Intransigente.com
•	Argentina (Argentine)
•	Regional (Informations régionales)
•	Mundo (Monde)
•	Sociales (Espace lecteurs)
•	Salud (Santé)
•	Mujer (Femme)
•	Espectáculo (Spectacles)
•	Deportes (Sports)
•	Cultura (Culture)
•	Editoriales (Articles éditoriaux)
•	Policiales (Faits-divers)
•	Obituarios (Nécrologies)
•	Turismo (Tourisme)